# Lucius Aemilius Paulus Macedonicus
Lucius Aemilius Paullus Macedonicus (229 v.Chr. – 160 v.Chr.) was een Romeins generaal en politicus. Hij was de zoon van Lucius Aemilius Paullus, die als consul verslagen en gedood werd in de Slag bij Cannae. Lucius Aemilius was gedurende zijn leven de pater familias van zijn tak van de Aemilii Pauli, een oude patriciërsfamilie met veel invloed, voornamelijk door hun fortuin en hun alliantie met de Cornelii Scipiones.

## Loopbaan

### Cursus honorum
Na de voltooiing van zijn militaire dienst als krijgstribuun werd Paulus gekozen als aedilis curulis in 193 v.Chr.. De volgende stap in de cursus honorum was zijn verkiezing tot praetor in 191 v.Chr.. Na zijn ambtstermijn als praetor ging hij naar de provincie Hispania, waar hij tussen 191 en 189 v.Chr. een militaire campagne tegen de Lusitaniërs voerde. In 182 v.Chr. werd hij voor de eerste keer tot consul gekozen met Gnaeus Baebius Tamphilus als junior consul. Zijn volgende militaire commando, met proconsulair imperium, kreeg hij een jaar later in de campagne tegen de Ingauni van Liguria.

### De derde Macedonische oorlog
De derde Macedonische oorlog brak uit in 171 v.Chr., toen Perseus van Macedonië een Romeins leger, onder leiding van de consul Publius Licinius Crassus, versloeg in de slag bij Callicinus. Na twee jaar, waarin beide kanten elkaar geen beslissende slag konden toebrengen, werd Paulus opnieuw tot consul gekozen in 168 v.Chr., met Gaius Licinius Crassus als collega. Hij werd door de senaat tot consul aangesteld om de Macedonische oorlog tot een goed einde te brengen. Kort na zijn aanstelling, op 22 juni, won hij de beslissende slag van de oorlog, de slag bij Pydna. Hij nam Perseus van Macedonië gevangen en beëindigde zo de derde Macedonische Oorlog, die het einde van het zelfstandige Macedonië betekende.
Om een voorbeeld te stellen beval Paulus het executeren van vijfhonderd Macedoniërs die bekendstonden om hun verzet tegen Rome. Hiernaast verbande hij ook velen van hen naar Italië en confisqueerde in naam van Rome hun bezittingen. Volgens Plutarchus eigende hij zichzelf een groot deel hiervan toe. Tijdens de terugkeer naar Rome in 167 v.Chr. bleken zijn legioenen niet tevreden met hun aandeel in de buit en om ze tevreden te stellen besloot Lucius Paulus om Epirus, een koninkrijk dat ervan werd verdacht met de Macedoniërs te sympathiseren, binnen te vallen. Het gebied was al onder Romeinse invloed gebracht, maar Paulus beval desondanks het plunderen van 70 steden in het koninkrijk. Hierbij werden 150.000 mensen tot slaaf gemaakt en het gebied werd geruïneerd.
Lucius Paulus’ terugkeer naar Rome was glorieus. Met de immense buit die hij in Macedonië en Epirus had geplunderd organiseerde hij een spectaculaire triomftocht, met als hoogtepunt niemand anders dan de gevangengenomen koning van Macedonië zelf. Als huldeblijk werd hem door de senaat het agnomen Macedonicus toegekend. Dit was het hoogtepunt van zijn carrière. In 164 v.Chr. werd hij tot censor gekozen. Hij stierf gedurende zijn ambtstermijn in 160 v.Chr..

## Gezinsleven
Met de dood van Macedonicus kwam de voorspoed van de Aemilii Paulii tot een einde. De successen in zijn politieke en militaire loopbaan werden niet vergezeld door een gelukkig gezinsleven. Hij was getrouwd met Papiria Masonis, van wie hij volgens Plutarchus zonder duidelijke reden scheidde. Uit dit huwelijk werden vier kinderen geboren: twee jongens en twee Aemilia’s. Een van deze trouwde met de zoon van Cato maior, een ander met Aelius Tubero, een rijke plebejer. Macedonicus trouwde hierna voor een tweede keer en kreeg nog twee zoons. Aangezien hij niet in staat was vier zoons de cursus honorum te laten doorlopen, gaf hij de oudste zoons, uit zijn huwelijk met Papiria, op ter adoptie. De een werd geadopteerd door Quintus Fabius Maximus Cunctator en werd Quintus Fabius Maximus Aemilianus. De ander werd door Publius Cornelius Scipio II, zoon van Scipio Africanus, geadopteerd en werd bekend als Scipio Africanus minor na zijn verovering van Carthago in 146 v.Chr., aan het eind van de Derde Punische Oorlog.
Met zijn oudste twee zoons geadopteerd door twee van de belangrijkste patricische gentes vertrouwde Paulus erop dat zijn twee jongste zoons zijn lijn zouden voortzetten. Helaas stierven ze beide op jonge leeftijd kort na elkaar, juist op het moment van Paulus’ triomftocht.

## Studies
- BARZANÒ, Alberto: Biografia pagana come agiografia. Il caso della vita plutarchea di Lucio Emilio Paolo, in: RIL 128 (1994), 403-424.
- HOLLAND, Lora: Plutarch’s Aemilius Paullus and the Model of the Philosopher Statesman, in: L. de Blois et al. (eds.): The Statesman in Plutarch’s Works. Proceedings of the Sixth International Conference of the International Plutarch Society, vol. II: The Statesman in Plutarch’s Greek and Roman Lives, Leiden 2005, 269-279.
- REITER, William: Aemilius Paullus. Conqueror of Greece, London 1988.
- TRÖSTER, Manuel: ¿Una especie de hagiografía? Plutarco y la tradición histórica en la Vida de Emilio Paulo, in: Gerión 28.1 (2010), 193-206.
- TRÖSTER, Manuel: Plutarch and Mos Maiorum in the Life of Aemilius Paullus, in: Ancient Society 42 (2012), 219-254.
- VIANOLI, Rosanna: Carattere e tendenza della tradizione su L. Emilio Paolo, in: M. Sordi (ed.): Contributi dell’Istituto di storia antica, vol. I, Milano 1972, 78-90.